# Aeroportul Myitkyina
Aeroportul Myitkyina (IATA: MYT, ICAO: VYMK) este un aeroport din Myitkyina⁠(d), Myitkyina Township⁠(d), Myitkyina District⁠(d), Statul Kachin, Myanmar ce deservește zona Myitkyina⁠(d). A fost numit după zona deservită.
Situat la o altitudine de 145 m, aeroportul dispune de o singură pistă.